# Francis Browne
Francis Patrick Mary Browne, SJ, MC (* 3. Januar 1880 in Cork; † 7. Juli 1960 in Dublin) war ein irischer Jesuit und Militärkaplan, der vor allem für sein fotografisches Wirken bekannt wurde. Da Browne als ambitionierter Amateurfotograf bei allen Einsätzen und Reisen seine Kamera mitführte, gelangen ihm bedeutende Fotografien von historischen Ereignissen wie der Jungfernfahrt der Titanic oder den Schlachten des Ersten Weltkrieges.

## Kindheit
Francis Browne wurde am 3. Juli 1880 in Buxton House, Cork, Irland, als jüngstes von acht Kindern geboren. Die Mutter starb acht Tage nach Brownes Geburt an Kindbettfieber, sein Vater bei einem Schwimmunfall im Jahr 1889. Der Vollwaise wurde anschließend von seinem Onkel Robert Browne, dem damaligen Bischof von Cloyne, aufgezogen und unterstützt.

## Schule und Ausbildung
Browne besuchte verschiedene christliche Schulen in Cork und Dublin und erlangte seinen Schulabschluss 1897. Nach Ende der Schule unternahm Browne eine Europareise, zu der er von seinem Onkel den ersten Fotoapparat erhielt. Der Onkel wurde dazu durch das Gedicht Ars Photographica von Papst Leo Leo XIII. inspiriert, in dem die Fotografie als eigene Kunstform bezeichnet wird.
Nach Ende der Reise trat Browne den Jesuiten bei und verbrachte zwei Jahre im Noviziat des St. Stanislaus College, Tullabeg (County Offaly). Anschließend besuchte er die Royal University in Dublin, wo er ein Klassenkamerad von James Joyce war. Dieser verewigte ihn als den „Jesuiten Mr. Browne“ in dem Roman Finnegans Wake. Im Jahr 1902 bestand Browne seine Prüfungen und reiste nach Chieri bei Turin, um Philosophie zu studieren. Im Jahr 1906 kehrte er nach Dublin zurück, um dort am Belvedere College zu unterrichten.
Im Jahr 1909 besuchte er mit seinem Onkel und seinem Bruder Rom, wo sie im Vatikan eine Privataudienz bei Papst Pius X. erhielten. Der Papst erlaubte Browne, ein Foto von ihm anzufertigen.
Ab 1911 studierte Browne Theologie am Milltown Institute of Theology and Philosophy in Dublin, das er im Jahre 1916 abschloss.

## An Bord der Titanic

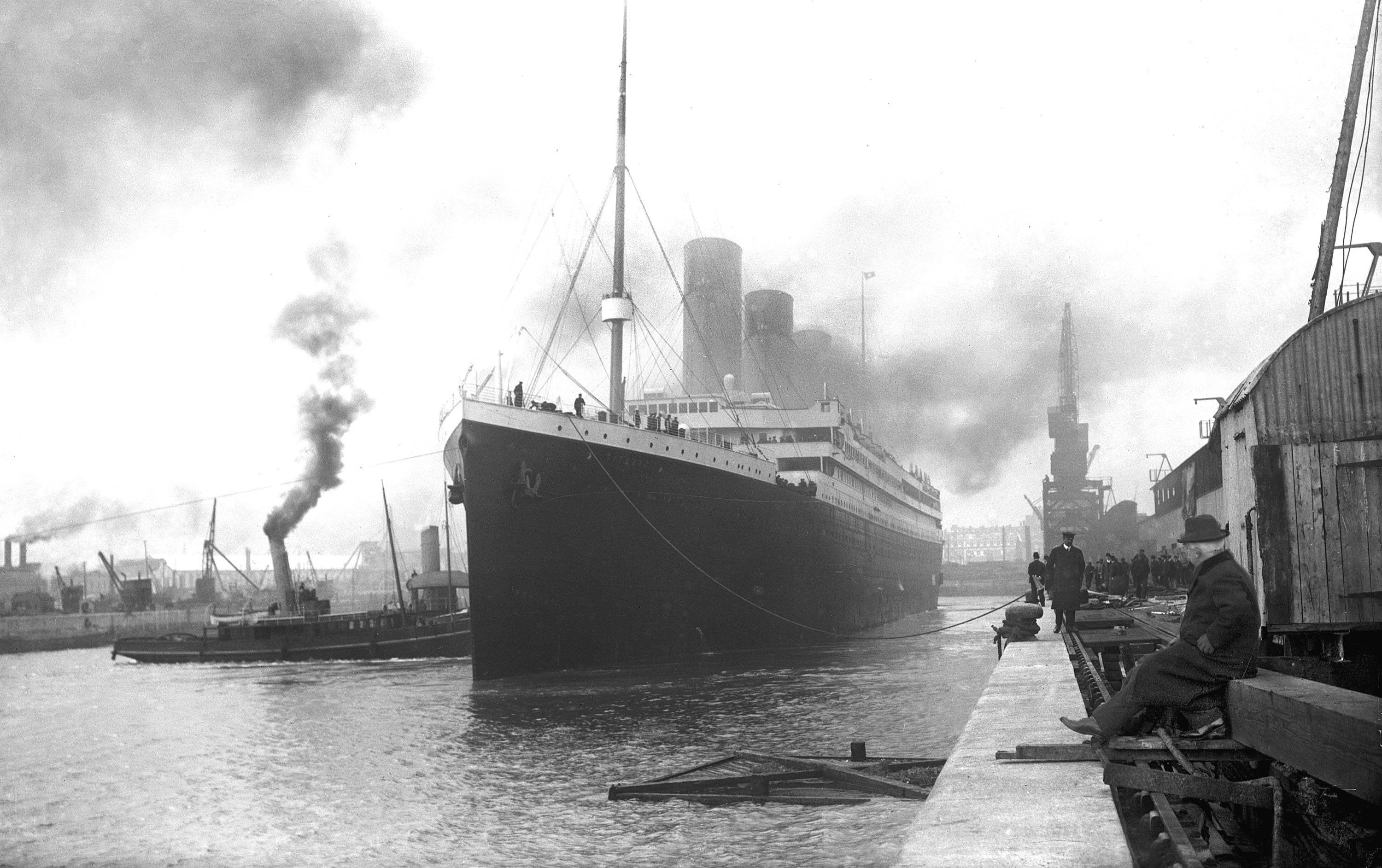
Die Titanic am 10. April 1912 im Hafen von Southampton. Das Foto stammt nicht von Browne, der sich zum Zeitpunkt der Aufnahme bereits an Bord befand.

Im Jahr 1912 erhielt Browne von seinem Onkel als Geschenk ein Ticket für die Jungfernfahrt der Titanic. Die Kurzreise sollte von Southampton (England) über Cherbourg (Frankreich) nach Queenstown (Irland) gehen. Browne bestieg das Schiff am Vormittag des 10. April 1912 und bezog die Kabine A-37 auf dem Promenadendeck. Anschließend begann er, mit seiner Kamera das Leben an Bord zu dokumentieren. Er hielt z. B. den Lese- und Schreibsalon der Ersten Klasse, seine Kabine auf dem A-Deck, den Gymnastikraum und das Schwimmbecken im Bild fest. Von ihm stammen auch die einzigen bekannten Aufnahmen des Speisesaals der Ersten Klasse sowie des Funkraums der Titanic. Weiter gelangen ihm die letzten Bilder vieler Crewmitglieder und Passagiere, darunter des Kapitäns Edward John Smith, des Turnhallenleiters T. W. McCawley, des Ingenieurs William Parr, des Majors Archibald Butt und zahlreicher Passagiere der Dritten Klasse.
Beim Abendessen freundete sich Browne mit einem amerikanischen Millionärspaar an, das Browne anbot, die gesamte Reise nach New York zu zahlen, falls er ihnen Gesellschaft leisten würde. Browne telegrafierte sofort seinem Vorgesetzten um Erlaubnis, erhielt jedoch die barsche Antwort „Runter von dem Schiff – Provinzial“. Browne behielt die Nachricht für den Rest seines Lebens in seiner Brieftasche und erklärte in späteren Interviews, dass es das einzige Mal gewesen sei, dass heiliger Gehorsam das Leben eines Mannes gerettet habe.
Browne beendete die Reise planmäßig am 11. April 1912, als die Titanic in Queenstown anlegte. Er kehrte anschließend nach Dublin zurück, um seine theologischen Studien fortzusetzen.
Als die Titanic am 15. April sank, nur vier Tage nachdem Browne das Schiff verlassen hatte, entstand ein sehr großes Interesse an Brownes Bildern. Abzüge der Fotos erschienen in Zeitungen und Büchern auf der ganzen Welt, wobei Browne darauf achtete, die originalen Negative für sich zu behalten. Die Firma Eastman Kodak ehrte Browne mit der lebenslangen Lieferung von kostenlosen Filmen. Im Gegenzug trug Browne regelmäßig Bilder und Texte zum Kodak Magazine bei. Trotz der Erfolge seiner Bilder betrieb Browne die Fotografie weiter als Hobby: Er entwickelte einen Großteil der Bilder selber und fertigte aufgrund der hohen Kosten für das Fotopapier häufig keine Abzüge von den Negativen.
Mit der Ordination am 31. Juli 1915 schloss Browne sein Theologiestudium ab.

## Erster Weltkrieg

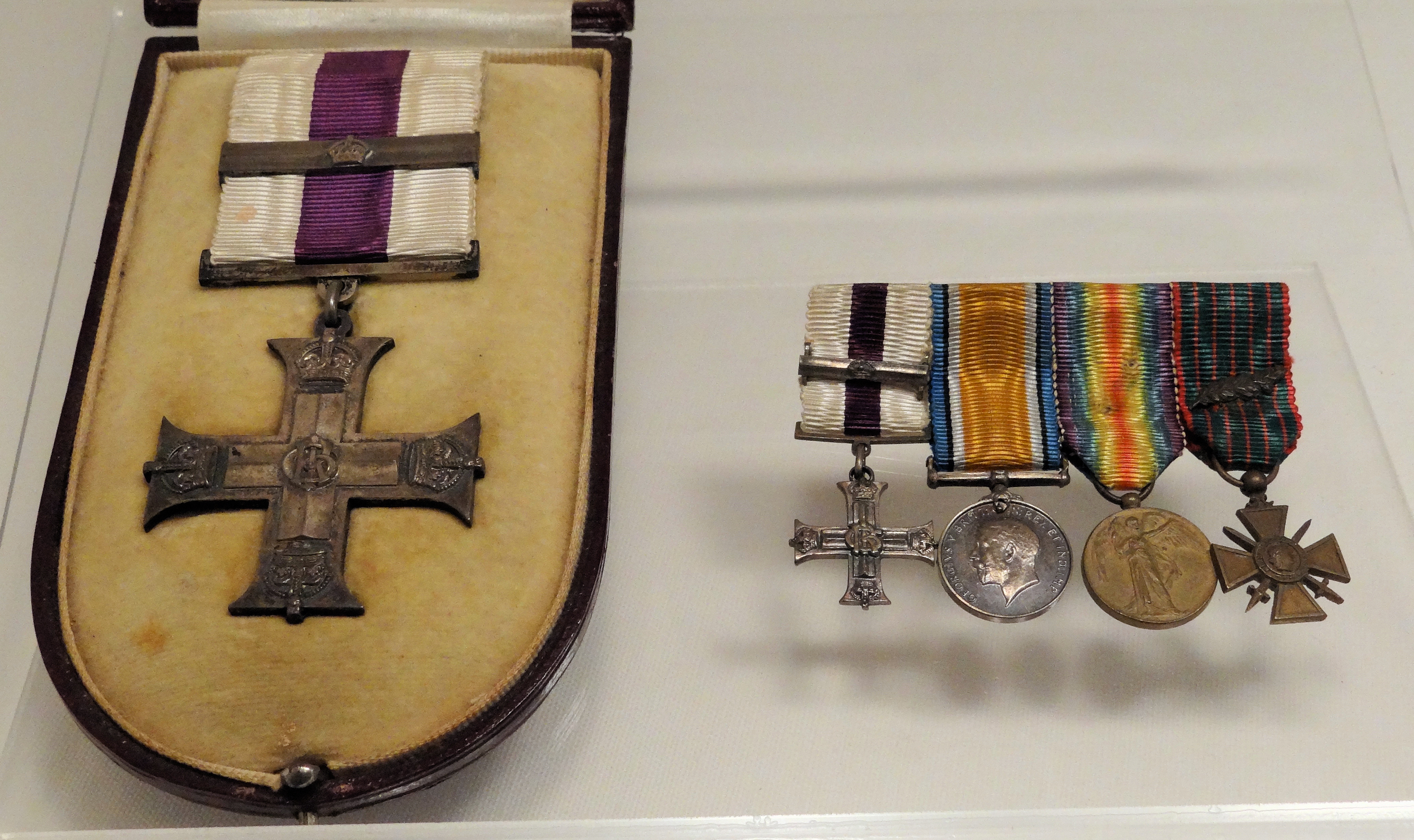
Francis Brownes Orden und Auszeichnungen, ausgestellt im Cobh Heritage Centre

Im Jahr 1916 wurde der 36-jährige Browne auf das europäische Festland geschickt, um sich im Krieg den irischen Gardisten als Kaplan anzuschließen. Er diente bis zum Frühjahr 1920 bei den Guards, wo er unter anderem an der Schlacht an der Somme, der Schlacht bei Messines und der Dritten Flandernschlacht teilnahm.
Browne wurde während des Krieges fünfmal verwundet, einmal schwer bei einem Gasangriff. Er wurde am 4. Juni 1917 mit dem Militärkreuz (MC) für „ausgezeichnete Dienste auf dem Feld“ ausgezeichnet.
Am 18. Februar 1918 erhielt er zu dem Militärkreuz die silberne Spange (sog. „Bar“). In der Begründung hieß es: „Für besondere Tapferkeit und Pflichterfüllung. Er war unermüdlich in seinem Bemühen, den Verwundeten während eines Angriffs zu helfen. Sein Mut und seine Entschlossenheit unter schwerem Granatenfeuer war für alle ein großartiges Beispiel.“ Von Frankreich wurde Browne mit dem Croix de Guerre ausgezeichnet.
Während der Zeit als Militärpfarrer machte Browne viele Fotos vom Soldatenleben und dem Kriegsgeschehen. Ein Bild, das Browne Wache am Rhein betitelte, wurde zu einer ikonischen Aufnahme des Ersten Weltkrieges. Das Bild zeigt einen Soldaten, der in Köln das Rheinufer bewacht.
Eine Auswahl der besten Fotos fasste Browne in einem Buch zusammen, das er kostenlos an seine ehemaligen Kameraden verteilte.

## Späteres Leben und Tod
Nach dem Krieg kehrte Browne nach Dublin zurück, wo er 1922 zum Oberen der Gardiner Street Church in Dublin ernannt wurde. In dieser Zeit begann Browne, das irische Leben fotografisch zu dokumentieren. Da er jedoch weiterhin an den Spätfolgen der im Krieg zugezogenen Verletzungen und vor allem des Gasangriffs litt, verschlechterte sich Brownes Gesundheitszustand in Dublin zusehends.
In der Hoffnung, dass das wärmere Klima seine Heilung begünstige, wurde Browne im Jahr 1924 auf eine Mission nach Australien geschickt. Die einjährige Reise, die Browne auch nach Sri Lanka, Südafrika, Jemen, Ägypten, Griechenland, Italien und Portugal führte, wurde fotografisch dokumentiert.
Im Jahr 1929 wurde Browne in den Missionsstab der irischen Jesuiten berufen. Da seine Arbeit hauptsächlich das Predigen bei Missionen und religiösen Exerzitien in ganz Irland beinhaltete, hatte er viel Zeit sich tagsüber seinem fotografischen Hobby zu widmen. Er dokumentierte seine kirchlichen Reisen und fertigte zahlreiche Bilder von Gemeinden und Städten in Irland, England und Ostanglien.
Bei Ausbruch des Zweiten Weltkrieges beantragte Browne erneut als Militärkaplan zu dienen. Da der Antrag aufgrund einer Verwaltungsverzögerung, die sich aus der Errichtung einer irischen Provinz der Jesuiten ergab, zu spät bearbeitet wurde, war er zum Zeitpunkt der Entscheidung für den erneuten Militärdienst zu alt. Browne nutzte die Zeit des Krieges daher für eine Serie von Fotografien, die den irischen Alltag und den Umgang mit den kriegsbedingten Einschränkungen festhielten.
Im Jahr 1950 steuerte Browne eine Anzahl an Bildern für eine geplante Broschüre für das irische Mutter-Kind-Programm bei. Da das Programm auf großen politischen Widerstand stieß, wurde die Broschüre nicht veröffentlicht. Trotzdem war Browne mit seiner Arbeit zufrieden und behielt eine Kopie der geplanten Broschüre zusammen mit seinen Fotografien und Negativen in seinem Koffer.
Francis Browne starb am 7. Juli 1960 in Dublin und wurde auf dem Glasnevin Cemetery in Dublin begraben. Der Nachlass Brownes inklusive aller fotografischen Werke ging nach dem Tod an den Jesuitenorden über. Es wird geschätzt, dass sich in seinem Nachlass über 42.000 Fotos befinden.

## Wiederentdeckung des fotografischen Werkes
Das Werk Brownes geriet nach dessen Tod zunächst in Vergessenheit; der große Metallkoffer mit sämtlichen Fotos und Negativen wanderte ins Archiv des Jesuitenordens.
Im Jahre 1985 wurde der Koffer vom Jesuitenpater Edward E. O’Donnell wiederentdeckt. O’Donnell erkannte die Wichtigkeit der Bilder und machte Verleger auf die Negative aufmerksam. Durch das neu geweckte Interesse wurden Brownes Fotos in bislang über 25 Bildbänden, mehreren Ausstellungen (u. a. im Centre Pompidou in Paris) sowie zahlreichen Zeitschriften abgedruckt. Die Titanic-Fotos, welche regelmäßig in Veröffentlichungen zum Thema genutzt werden, wurden 1997 in einem Bildband zusammengefasst und zum 100. Jahrestag des Untergangs im Jahre 2012 erneut aufgelegt.
Oscar-Regisseur James Cameron benutzte die Fotografien Brownes als Referenz, um die Schiffsbrücke für den Film „Titanic“ zu rekonstruieren.
Kritiker vergleichen Brownes Arbeit rückblickend mit der eines Erich Salomon, Henri Cartier-Bresson oder Robert Doisneau. Die Sunday Times nannte das Auffinden der Bilder „das fotografische Äquivalent zur Entdeckung der Schriftrollen vom Toten Meer“.
Da sich die Originalnegative mittlerweile zersetzen, wurden die Restaurierungsspezialisten David und Edwin Davison mit der Erhaltung beauftragt. David Davison fasste das Lebenswerk von Browne im Jahr 2014 zusammen: „Seine ersten Bilder in Cobh zeigten Schoner, die in den Hafen einlaufen, und am Ende seines Lebens fotografierte er am Flughafen Shannon Transatlantik-Flugzeuge. Er war von all dem fasziniert.“